# Hubert Schmitz (Fußballspieler)
Hubert Schmitz (* 15. April 1955 in Düren) ist ein ehemaliger deutscher Fußballspieler. Er spielte von 1976 bis 1988 als Profifußballer in der Bundesliga und der 2. Bundesliga. Als Mittelfeldspieler erzielte er in 98 Bundesligaspielen 14 Tore. In der 2. Liga brachte er es auf 109 Einsätze und 3 Tore.

## Laufbahn

### Amateur bei TuS 08 Langerwehe
Als Hubert Schmitz in der Saison 1975/76 mit dem TuS 08 Langerwehe in der Verbandsliga Mittelrhein die Vizemeisterschaft errang, gegen den VfB Oldenburg zwei Spiele um die deutsche Amateurmeisterschaft bestritt, wurde er im März und April 1976 auch noch zu zwei Spielen in die deutsche Fußballnationalmannschaft der Amateure berufen. In Offenburg wurde Österreich und in Bremerhaven Dänemark jeweils mit 1:0 Toren geschlagen.

### Fortuna Düsseldorf, 1976 bis 1981
Zur Runde 1976/77 holte ihn Trainer Dietrich Weise zu Fortuna Düsseldorf in die Fußball-Bundesliga. Im ersten Jahr Bundesliga brachte ihn Weise in drei Spielen zum Einsatz. Das Debüt feierte Schmitz am 28. August 1976 bei der 2:4-Niederlage bei Tennis Borussia Berlin, als Benny Wendt alle vier Treffer für die "Veilchen" erzielte. In dieser Runde kamen auch keine weiteren Einsätze bei den DFB-Amateuren hinzu. Die drei weiteren Amateurländerspiele bestritt Schmitz in der Runde 1977/78, als er bei Fortuna 19 Bundesligaspiele mit zwei Toren zu verzeichnen hatte und Düsseldorf auf dem fünften Tabellenplatz rangierte. Sein fünftes und letztes Spiel mit der Amateurnationalelf war das Spiel um den dritten Platz bei der Amateur-Europameisterschaft 1978 in Athen gegen Irland. Am 15. Mai gewannen die DFB-Amateure das Spiel mit 3:0 Toren.
Die dritte Saison mit Fortuna Düsseldorf, 1978/79, wurde zur erfolgreichsten für den Mann aus Langerwehe. In der Bundesliga kam er auf 25 Einsätze mit drei Toren. Am 16. Mai 1979 agierte er im Mittelfeld von Fortuna an der Seite von Rudi Bommer, Dieter Brei und Thomas Allofs beim Finalspiel im Europapokal der Pokalsieger gegen den FC Barcelona. Die Spanier gewannen das Endspiel in Basel mit 4:3 Toren nach Verlängerung. Im dritten Saisonhöhepunkt, dem DFB-Pokalfinale am 23. Juni 1979 in Hannover gegen Hertha BSC, konnten Schmitz und seine Mannschaftskameraden mit einem 1:0-Sieg nach Verlängerung den Sieg feiern. In dieser Runde war er auch beim 7:1-Erfolg am 9. Dezember 1978 im heimischen Rheinstadion gegen Bayern München dabei.
Als Fortuna 1980 den DFB-Pokal am 4. Juni in Gelsenkirchen mit 2:1 Toren gegen den 1. FC Köln gewann, stand Schmitz nicht in der Endspielmannschaft. Lediglich in den ersten zwei Hauptrunden des Wettbewerbs in den Spielen gegen Borussia Neunkirchen und Wacker 04 Berlin hatte er mitgewirkt. In seiner fünften Saison bei Fortuna, 1980/81, kam er nur zu 12 Einsätzen mit vier Toren und wechselte deshalb im Sommer 1981 zu Hertha BSC in die 2. Fußball-Bundesliga. Im letzten Bundesligaspiel für Fortuna erzielte er am 13. Juni 1981 beim 2:2-Heimremis gegen Eintracht Frankfurt beide Tore für die Mannschaft von Trainer Heinz Höher.

### 2. Bundesliga, 1981 bis 1988
Mit Trainer Georg Gawliczek kam Hertha BSC 1982 zur Vizemeisterschaft und damit zum Aufstieg in die Bundesliga. Schmitz hatte dabei 34 Spiele bestritten. Den Klassenerhalt in der 1. Liga 1982/83 konnten Gawliczek und seine Leistungsträger Gregor Quasten, Werner Schneider, Rolf Blau, Jürgen Mohr und Thomas Remark dagegen nicht erreichen. Schmitz kam in dieser Serie auf 24 Einsätze. Nach dem Abstieg lief er nochmals in 29 Spielen für Hertha BSC in der 2. Liga 1983/84 auf und wechselte danach in den Fußball-Westen zurück. Er spielte 1984/85 eine Runde in der Amateuroberliga Nordrhein für Viktoria Köln, bevor er mit Rot-Weiss Essen 1986 den Aufstieg in die 2. Bundesliga feiern konnte. Von 1986 bis 1988 schnürte er für RWE nochmals in 47 Spielen in der 2. Bundesliga seine Fußballschuhe. Im Sommer 1988 beendete der gelernte Großhandelskaufmann seine Laufbahn als Lizenzfußballer.

## Erfolge
TuS 08 Langerwehe
- Teilnahme an der Deutschen Amateurmeisterschaft: 1976

Fortuna Düsseldorf Amateure
- Deutscher Amateurmeister: 1977

Fortuna Düsseldorf
- DFB-Pokal-Sieger: 1979, 1980
- Endspiel im DFB-Pokal: 1978
- Endspiel im Europapokal der Pokalsieger: 1979

Hertha BSC
- Aufstieg in die Bundesliga: 1982

Rot-Weiss Essen
- Meister Oberliga Nordrhein: 1986
- Aufstieg in die 2. Bundesliga: 1986